# San Paolo
San Paolo (lombardul: San Pàol) település Olaszországban, Lombardia régióban, Brescia megyében. Lakosainak száma 4406 fő (2023. január 1.). San Paolo Barbariga, Borgo San Giacomo, Offlaga, Orzinuovi és Verolanuova községekkel határos.

## Népesség
A település lakossága az elmúlt években az alábbi módon változott:
| Lakosok száma | 4546 | 4518 | 4406 |
|               | 2017 | 2018 | 2023 |